# Poređenje familija orbitalnih lansera
Ovaj članak upoređuje različite porodice orbitalnih lansera (iako mnogi lanseri koji se značajno razlikuju od drugih članova iste 'porodice' imaju svoje zasebne unose). Članak je organizovan u dve tabele: prva tabela sadrži listu trenutno aktivnih i nedovoljno razvijenih familija lansera, dok druga tabela sadrži listu penzionisanih familija lansera.
Povezani članak "Poređenje orbitalnih sistema za lansiranje" sadrži tabele koje navode svaki pojedinačni lanserski sistem unutar bilo koje porodice lansera, kategorisan prema njegovom trenutnom operativnom statusu.

## Opis
- Porodica: Ime porodice/model lansera
- Zemlja: Zemlja porekla lansera
- Proizvođač: Glavni proizvođač
- Nosivost: Maksimalna masa korisnog tereta, za 3 visine
  - LEO, Niska Zemljina orbita
  - GTO, Geostacionarna transferna orbita
  - TLI, Trans-Lunarna injekcija
- Cena: Cena za lansiranje u ovom trenutku, u milionima USD
- Lansiranja dostižu...
  - Ukupno: letovi koji poleću ili gde je vozilo uništeno tokom leta
Napomena: uključuje samo orbitalna lansiranja (letove lansirane sa namerom da dođu u orbitu). Lansiranja suborbitalnih testova nisu uključena u ovaj spisak.
  - Svemir (bez obzira na ishod): Letovi koji dosežu približno 100 km ili više iznad površine Zemlje.
  - Bilo koja orbita (bez obzira na ishod): Letovi koji postižu najmanje jednu potpunu orbitu čak i ako se orbita razlikuje od ciljane orbite.
  - Ciljana orbita (bez oštećenja korisnog tereta)
- Status: Stvarni status pokretača (penzionisan, razvoj, aktivan)
- Datum leta
  - Prvo: Godina prvog leta prvog člana porodice
  - Poslednji (ako je primenljivo): godina poslednjeg leta (za vozila koja su penzionisana)
- Ref.: citati

Ista jezgra su grupisana zajedno (kao kod Ariane 1, 2 i 3, ali ne i V).

## Spisak aktivnih i nedovoljno razvijenih iz porodica lansera
| Porodica                         | Država                   | Proizvođač                                                   | Nosivost (kg)                                | Nosivost (kg)             | Nosivost (kg)    | Cena (US$, u milionima) | Lansiranja dostižu ... | Lansiranja dostižu ... | Lansiranja dostižu ... | Lansiranja dostižu ... | Status | Datum leta | Datum leta           | Napomene | Reference                                 |
| Porodica                         | Država                   | Proizvođač                                                   | LEO                                          | GTO                       | TLI              | Cena (US$, u milionima) | Ukupno                 | Svemir                 | Bilo koja orbita       | Ciljna orbita          | Status | Prvi       | Zadnji               | Napomene | Reference                                 |
| -------------------------------- | ------------------------ | ------------------------------------------------------------ | -------------------------------------------- | ------------------------- | ---------------- | ----------------------- | ---------------------- | ---------------------- | ---------------------- | ---------------------- | ------ | ---------- | -------------------- | --- | ----------------------------------------- |
| Agnibaan                         | Indija                   | Agnikul Cosmos                                               | 100                                          | --                        | --               | --                      |                        |                        |                        |                        | Devel. | NET 2023   |                      | Očekivano lansiranje 2022 |                                           |
| Alpha                            | SAD · Ukrajina           | Firefly Aerospace                                            | 1.000                                        | Н/Д                       | Н/Д              | --                      | 2                      | 1                      | 1                      | 0                      | Active | 2021       | 7308100000000000000♠ | | [ 1 ]                                     |
| Angara 1.2                       | Rusija                   | Khrunichev                                                   | 3.800                                        | --                        | --               | 25                      | 2                      | 2                      | 2                      | 2                      | Active | 2014       | 7308100000000000000♠ | Lansiranje 2014. je bio suborbitalni test. | [ 3 ] [ 4 ] [ 5 ]                         |
| Angara A5                        | Rusija                   | Khrunichev                                                   | 14.600–35,000                                | 3.600–12,500              | --               | --                      | 3                      | 3                      | 3                      | 2                      | Active | 2014       | 7308100000000000000♠ | | [ 3 ] [ 6 ]                               |
| Antares                          | SAD                      | Orbital ATK                                                  | 8.000                                        | --                        | --               | 80                      | 17                     | 16                     | 16                     | 16                     | Active | 2013       | 7308100000000000000♠ | Cygnus lanser. Var.: 110, 120, 130, 230, 230+ | [ 7 ] [ 8 ] [ 9 ]                         |
| Ariane 5                         | Evropska Unija           | Airbus                                                       | 21.000                                       | 10.735                    | Н/Д              | 165–220                 | 115                    | 113                    | 113                    | 110                    | Active | 1996       | 7308100000000000000♠ | Var.: G, G+, GS, ECA, ES. | [ 11 ] [ 12 ] [ 13 ]                      |
| Ariane 6                         | Evropska Unija           | Airbus Safran                                                | 21.650 (A64 var.)                            | 11.500+ (A64 var.)        | 8.500 (A64 var.) | 115                     | 0                      |                        |                        |                        | Devel. | 2023       | 7308100000000000000♠ | Var.: Ariane 62, Ariane 64. | [ 15 ]                                    |
| Astra Rocket                     | SAD                      | Astra                                                        | 50-150 (to SSO)                              | Н/Д                       | Н/Д              | --                      | 7                      | 4                      | 2                      | 2                      | Active | 2020       | 7308100000000000000♠ | 2 suborbitalna testna lansiranja u 2018. | [ 16 ]                                    |
| Atlas V                          | SAD                      | ULA                                                          | 18.850                                       | 8.900                     | 2.807            | 109–153                 | 97                     | 97                     | 97                     | 97                     | Active | 2002       | 7308100000000000000♠ | Lansirano Juno & New Horizons | [ 17 ] [ 18 ]                             |
| Beta                             | SAD · Ukrajina           | Firefly Aerospace                                            | 4.000                                        | --                        | --               | --                      | 0                      |                        |                        |                        | Devel. | 2024       | 7308100000000000000♠ | | [ 19 ]                                    |
| Bloostar                         | Španija                  | Zero 2 Infinity                                              | 140                                          | --                        | --               | --                      | 0                      |                        |                        |                        | Devel. | unknown    | 7308100000000000000♠ | | [ 20 ]                                    |
| Blue Whale 1                     | Južna Koreja             | Perigee Aerospace                                            | 50 (to SSO)                                  | --                        | --               | --                      | 0                      |                        |                        |                        | Devel. | NET 2023   | 7308100000000000000♠ | | [ 21 ]                                    |
| Ceres-1                          | Kina                     | Galactic Energy                                              | 350                                          | --                        | --               | --                      | 4                      | 4                      | 4                      | 4                      | Active | 2020       | 7308100000000000000♠ | | [ 22 ]                                    |
| Cyclone-4M                       | Ukrajina                 | Yuzhnoye Yuzhmash                                            | 5.000                                        | 1.000                     | --               | --                      | 0                      |                        |                        |                        | Devel. | unknown    | 7308100000000000000♠ | | [ 23 ]                                    |
| Delta IV                         | SAD                      | ULA                                                          | 23.040                                       | 13.130                    | 9.000            | --                      | 43                     | 43                     | 42                     | 42                     | Active | 2002       | 7308100000000000000♠ | Var.: M, M+, and Heavy. | [ 24 ]                                    |
| Electron                         | Novi Zeland · SAD        | Rocket Lab                                                   | 225                                          |                           |                  | 6                       | 32                     | 32                     | 29                     | 29                     | Active | 2017       | 7308100000000000000♠ | | [ 25 ]                                    |
| Epsilon                          | Japan                    | IHI Corporation                                              | 1.200                                        | --                        | --               | --                      | 6                      | 6                      | 5                      | 5                      | Active | 2013       | 7308100000000000000♠ | | [ 26 ] [ 27 ]                             |
| Eris                             | Australija               | Gilmour Space Technologies                                   | 305                                          | --                        | --               | --                      | 0                      |                        |                        |                        | Devel. | NET 2023   | 7308100000000000000♠ | | [ 28 ]                                    |
| Falcon 9 v1.0, v1.1, FT, Block 5 | SAD                      | SpaceX                                                       | 22.800                                       | 8.300                     | --               | 612                     | 195                    | 194                    | 194                    | 193                    | Active | 2010       | 7308100000000000000♠ | Nadograđena na verziju 1.1 u 2013. godini; dalje nadograđena na verziju FT u 2015. Lansirana kao Dragon kapsula. Jedan let je doveo primarni, ali ne i sekundarni teret u ispravnu orbitu, jedna raketa i teret su uništeni pre lansiranja u pripremi rakete i stoga se ne računaju. | [ 31 ] [ 32 ]                             |
| Falcon Heavy                     | SAD                      | SpaceX                                                       | 63.800                                       | 26.700                    | --               | 90–150                  | 4                      | 4                      | 4                      | 4                      | Active | 2018       | 7308100000000000000♠ | Prvo probno lansiranje 2018-02-06 | [ 33 ] [ 34 ] [ 35 ]                      |
| GSLV Mark II                     | Indija                   | ISRO                                                         | 5.000                                        | 2.700                     | --               | --                      | 8                      | 7                      | 6                      | 6                      | Active | 2010       | 7308100000000000000♠ | | [ 36 ] [ 37 ] [ 38 ]                      |
| GSLV Mk.III (LVM3)               | Indija                   | ISRO                                                         | 10.000                                       | 4.000                     | 2.180            | --                      | 4                      | 4                      | 4                      | 4                      | Active | 2014       | 7308100000000000000♠ | | [ 39 ] [ 40 ]                             |
| H-II, IIA & IIB                  | Japan                    | Mitsubishi                                                   | 19.000                                       | 8.000                     | --               | (190), 90, 112          | 61                     | 60                     | 59                     | 58                     | Active | 1994       | 7308100000000000000♠ | Var.: A202, A2022, A2024, A204, B | [ 41 ]                                    |
| H3                               | Japan                    | Mitsubishi                                                   | 4.000-28,300 (base-heavy)                    | 7.900-14,800 (base-heavy) | 11.900 (heavy)   |                         | 0                      |                        |                        |                        | Devel. | 2023       |                      | Var.: 30S, 22S, 32L, 24L, heavy | [ 43 ]                                    |
| Haas                             | Rumunija                 | ARCA                                                         | 400                                          |                           | --               | --                      | 0                      |                        |                        |                        | Devel. | unknown    | 7308100000000000000♠ | Lansiranje iz balona | [ 44 ] [ 45 ]                             |
| Hyperbola-1                      | Kina                     | i-Space                                                      | 300                                          | --                        | --               |                         | 4                      | 2                      | 1                      | 1                      | Active | 2019       | 7308100000000000000♠ | | [ 46 ]                                    |
| Hyperbola-2                      | Kina                     | i-Space                                                      | 2,000                                        | --                        | --               |                         | 0                      |                        |                        |                        | Devel. | 2023       | 7308100000000000000♠ | | [ 47 ]                                    |
| Jielong 1                        | Kina                     | CALT                                                         | 200 (SSO)                                    | --                        | --               |                         | 1                      | 1                      | 1                      | 1                      | Active | 2019       | 7308100000000000000♠ | | [ 48 ]                                    |
| Jielong 3                        | Kina                     | CALT                                                         | 1,500 (500 km SSO                            | --                        | --               | --                      | 1                      | 1                      | 1                      | 1                      | Active | 2022       | 7308100000000000000♠ | | [ 47 ] [ 49 ]                             |
| Kaituozhe (DF-31)                | Kina                     | CALT                                                         | 800                                          | --                        | --               | --                      | 3                      | 1                      | 1                      | 1                      | Active | 2002       | 7308100000000000000♠ | Var.: KT-1, KT-2, KT2-A | [ 50 ]                                    |
| Kuaizhou (DF-21)                 | Kina                     | CASIC                                                        | 400 (KZ-1)–1,500 (KZ-11)                     | --                        | --               | --                      | 22                     | 21                     | 19                     | 19                     | Active | 2013       | 7308100000000000000♠ | Var.: KZ-1, KZ-1A, KZ-11; (KZ-21 u fazi razvoja) | [ 51 ] [ 52 ]                             |
| LauncherOne                      | SAD                      | Virgin Orbit                                                 | 300 (SSO)                                    | --                        | --               | --                      | 5                      | 4                      | 4                      | 4                      | Active | 2020       | 7308100000000000000♠ | | [ 53 ]                                    |
| Lijian-1 (ZK-1A)                 | Kina                     | CAS Space                                                    | 1,500 (500 km SSO)                           | --                        | --               | --                      | 1                      | 1                      | 1                      | 1                      | Active | 2022       |                      | Raketa nosač na čvrsto gorivo | [ 47 ]                                    |
| Long March 2-3-4 (DF-5)          | Kina                     | CALT                                                         | 12.000                                       | 5.500                     | 3.300            |                         | 408                    | 402                    | 399                    | 392                    | Active | 1971       | Videti               | Var.: 2A, 2C, 2D, 2E, 2F, 3, 3A, 3B, 3B/E, 3C, 4A, 4B, 4C. Videti penzionisanu var. među ovde navedenim. | [ 55 ]                                    |
| Long March 5                     | Kina                     | CALT                                                         | 25.000                                       | 14.000                    | 8.000            | --                      | 9                      | 9                      | 8                      | 8                      | Active | 2016       | 7308100000000000000♠ | Var.: 5, 5B, 5 [sa posadom], 5DY (vidi dole) | [ 56 ] [ 57 ] [ 58 ] [ 59 ] [ 60 ] [ 61 ] |
| Long March 5                     | Kina                     | CALT                                                         | 14,000 (reusable); 18,000 (potrošeno)        | --                        | 27,000 (3-core)  | --                      | 0                      |                        |                        |                        | Devel. | 2026/2027  | 7308100000000000000♠ | CZ-5 [sa posadom] (1-core, LEO); CZ-5G, (3-core, TLI) | [ 56 ] [ 57 ] [ 58 ] [ 59 ] [ 60 ] [ 61 ] |
| Long March 6                     | Kina                     | CALT                                                         | 1.500 (LEO) 1,080 (SSO) 4,000 (SSO; 6A var.) | --                        | --               | --                      | 12                     | 12                     | 12                     | 12                     | Active | 2015       | 7308100000000000000♠ | Var.: 6, 6A | [ 62 ]                                    |
| Long March 7                     | Kina                     | CALT                                                         | 13.500                                       | 5.500-7.000 (7A var.)     | --               | --                      | 10                     | 9                      | 9                      | 9                      | Active | 2016       |                      | Var.: 7, 7A | [ 64 ] [ 63 ]                             |
| Long March 8                     | Kina                     | CALT                                                         | 4.500 (SSO)                                  | --                        | --               | --                      | 2                      | 2                      | 2                      | 2                      | Active | 2020       |                      | Var.: 8, 8A (potrošeno); 8R (VTVL) | [ 63 ] [ 65 ] [ 66 ]                      |
| Long March 9                     | Kina                     | CALT                                                         | 150.000                                      | --                        | 50.000           | --                      | 0                      |                        |                        |                        | Devel. | 2030       |                      | delimično za višekratnu upotrebu nosač raketa Super-Heavy | [ 65 ] [ 61 ]                             |
| Long March 11                    | Kina                     | CALT                                                         | 700                                          | --                        | --               | --                      | 15                     | 15                     | 15                     | 15                     | Active | 2015       |                      | Verovatno baziran na raketi DF-31 | [ 67 ]                                    |
| Minotaur I                       | SAD                      | Orbital ATK                                                  | 580                                          | --                        | --               | --                      | 12                     | 12                     | 12                     | 12                     | Active | 2000       | 7308100000000000000♠ | Izvedeno iz rakete Minuteman II | [ 68 ] [ 69 ]                             |
| Minotaur IV & V                  | SAD                      | Orbital ATK                                                  | 1.735                                        | 640                       | 447              | 50                      | 8                      | 8                      | 8                      | 8                      | Active | 2010       | 7308100000000000000♠ | Takođe 2 suborbitalna lansiranja (HTV-2a). Var.: IV, IV Lite, IV HAPS, V. Izvedeno od projektila Peacekeeper | [ 68 ] [ 70 ]                             |
| Miura 5                          | Španija                  | PLD Space                                                    | 900                                          | --                        | --               |                         | 0                      |                        |                        |                        | Devel. | NET 2024   | 7308100000000000000♠ | | [ 71 ]                                    |
| Neutron                          | Novi Zeland · SAD        | Rocket Lab                                                   | 15.000                                       | --                        | --               | --                      | 0                      |                        |                        |                        | Devel. | 2024       | 7308100000000000000♠ | | [ 72 ]                                    |
| New Glenn                        | SAD                      | Blue Origin                                                  | 45,000                                       | 13,000                    | --               |                         | 0                      |                        |                        |                        | Devel. | NET 2023   | 7308100000000000000♠ | | [ 73 ]                                    |
| New Line                         | Kina                     | LinkSpace                                                    | 200 (SSO)                                    | --                        | --               |                         | 0                      |                        |                        |                        | Devel. | NET 2023   | 7308100000000000000♠ | | [ 74 ]                                    |
| Nuri                             | Južna Koreja             | KARI                                                         | 1,500                                        | --                        | --               |                         | 2                      | 2                      | 1                      | 1                      | Active | 2021       | 7308100000000000000♠ | | [ 75 ] [ 76 ]                             |
| OS-M                             | Kina                     | OneSpace                                                     | 205 (M1)                                     | --                        | --               | --                      | 1                      | 0                      | 0                      | 0                      | Active | 2019       |                      | Var.: M1, M2, M4. Jedno neuspelo lansiranje M1; dok su M2 & M4 u razvoju. | [ 77 ]                                    |
| Pallas-1                         | Kina                     | Galactic Energy                                              | 5.000 3,000 (SSO)                            | --                        | --               | --                      | 0                      |                        |                        |                        | Devel. | NET 2023   |                      | višekratna upotreba | [ 78 ]                                    |
| Pegasus                          | SAD                      | Orbital ATK                                                  | 450                                          | --                        | --               | --                      | 45                     | 44                     | 42                     | 40                     | Active | 1990       | 7308100000000000000♠ | | [ 79 ]                                    |
| Prime                            | Velika Britanija         | Orbex                                                        | 150 (SSO)                                    | --                        | --               | --                      | 0                      |                        |                        |                        | Devel. | NET 2023   | 7308100000000000000♠ | | [ 80 ] [ 81 ]                             |
| Proton (UR-500)                  | SSSR · Rusija            | Khrunichev                                                   | 23.000                                       | 6.920                     | 5.680            | 65 (Proton-M)           | 427                    |                        |                        | 379                    | Active | 1965       | 7308100000000000000♠ | Var.: K, M, Srednjeg razvoja. | [ 82 ] [ 83 ] [ 84 ]                      |
| PSLV                             | Indija                   | ISRO                                                         | 3.800                                        | 1.200                     | 550              | --                      | 56                     | 55                     | 54                     | 53                     | Active | 1993       | 7308100000000000000♠ | Var.: CA, XL, QL, DL Lansirana sonda za Chandrayaan I, Mars psonda za Mangalyaan I | [ 85 ] [ 86 ]                             |
| Qased                            | Iran                     | IRGC                                                         | 10                                           | --                        | --               | --                      | 2                      | 2                      | 2                      | 2                      | Active | 2020       | 7308100000000000000♠ | | [ 87 ]                                    |
| Qaem-100                         | Iran                     | IRGC                                                         | 80                                           | --                        | --               | --                      |                        |                        |                        |                        | Devel. | NET 2023   |                      | Lansiranje 2014. je bio suborbitalni test. | [ 88 ]                                    |
| RFA One                          | Nemačka                  | Rocket Factory Augsburg                                      | 1.300                                        | 450                       | 0                | -                       | 0                      |                        |                        |                        | Devel. | NET 2023   |                      | 1. stepen sagorevanja u Evropi, orbitalna faza. | [ 89 ] [ 90 ] [ 91 ] [ 92 ]               |
| Rokot/Strela (UR-100N)           | Rusija                   | Eurockot Khrunichev                                          | 2.100                                        | --                        | --               | --                      | 37                     | 36                     | 35                     | 35                     | Active | 1994       | 7308100000000000000♠ | 34 lansiranja Rokota (nema lansiranja posle 2019. zbog ukrajinske zabrane tehnologije); 3 lansiranja Strela. | [ 93 ] [ 94 ] [ 95 ] [ 96 ]               |
| RS1                              | SAD                      | ABL Space Systems                                            | 1.200                                        | --                        | --               | 12                      | 0                      |                        |                        |                        | Devel. | NET 2023   | 7308100000000000000♠ | | [ 97 ]                                    |
| Shavit                           | Izrael                   | IAI                                                          | 225                                          | --                        | --               | 15                      | 11                     | 9                      | 9                      | 9                      | Active | 1988       | 7308100000000000000♠ | Var.: Shavit, -1, -2 | [ 98 ]                                    |
| Simorgh                          | Iran                     | ISA                                                          | 350                                          | --                        | --               | --                      | 4                      | 4                      | 0                      | 0                      | Active | 2016       | 7308100000000000000♠ | | [ 99 ]                                    |
| SLS                              | SAD                      | Orbital ATK Boeing United Launch Alliance Aerojet Rocketdyne | 95,000–130,000                               | --                        | --               | --                      | 1                      | 1                      | 1                      | 1                      | Active | 2022       | 7308100000000000000♠ | | [ 100 ] [ 101 ]                           |
| Soyuz (R-7 Semyorka)             | SSSR · Rusija            | RSC Energia TsSKB-Progress                                   | 8.200                                        | 2.400                     | 1.200            | --                      | 1.964                  | [ ас ]                 |                        | 1.845                  | Active | 1957       | 7308100000000000000♠ | Var.: Sputnik, Luna, Vostok-L, Vostok-K, Voskhod, Molniya, Molniya-L, Molniya-M, Polyot, Soyuz, Soyuz-L, Soyuz-M, Soyuz-U, Soyuz-FG, Soyuz-2, Soyuz-2-1v | [ 102 ] [ 103 ]                           |
| SS-520                           | Japan                    | IHI Aerospace                                                | 4                                            | --                        | --               | --                      | 2                      | 2                      | 1                      | 1                      | Active | 2017       | 7308100000000000000♠ | 2 uspešna suborbitalna leta i 2 orbitalna leta (jedan uspeh). Test koliko orbitalne rakete mogu biti male. Masa rakete je samo 2,6 tona. | [ 104 ]                                   |
| SSLV                             | Indija                   | ISRO                                                         | 500                                          | 300                       | --               | --                      | 1                      | 1                      | 0                      | 0                      | Active | 2022       | 7308100000000000000♠ | |                                           |
| Starship                         | SAD                      | SpaceX                                                       | 150,000                                      | 40,000                    | 100,000+         | --                      | 0                      |                        |                        |                        | Devel. | NET 2023   | 7308100000000000000♠ | Ranije pozvan BFR | [ 105 ] [ 106 ] [ 107 ] [ 108 ] [ 109 ]   |
| Start-1 (RT-2PM)                 | Rusija                   | MITT                                                         | 532                                          | --                        | --               | --                      | 7                      | 6                      | 6                      | 6                      | Active | 1993       | 7308100000000000000♠ | | [ 110 ]                                   |
| Taurus / Minotaur-C              | SAD                      | Orbital Sciences                                             | 1.450                                        | --                        | --               | --                      | 9                      | 9                      | 6                      | 6                      | Active | 1989       | 7308100000000000000♠ | Var.: 2110, 3110, 3210 | [ 111 ]                                   |
| Terran 1                         | SAD                      | Relativity Space                                             | 1.250                                        | --                        | --               |                         | 0                      |                        |                        |                        | Devel. | 2023       | 7308100000000000000♠ | predviđa 3-D štampanje većine delova rakete | [ 112 ]                                   |
| Tianlong 2                       | Kina                     | Space Pioneer                                                | 2.000                                        | --                        | --               |                         | 0                      |                        |                        |                        | Devel. | 2023       | 7308100000000000000♠ | nosač sa tečnim gorivom (kerolox). | [ 113 ]                                   |
| ULV                              | Indija                   | ISRO                                                         | 4.500–41,300                                 | 1.500–16,300              | --               | --                      | 0                      |                        |                        |                        | Devel. | unknown    | 7308100000000000000♠ | Var.: 6S12, 2S60, 2S138, 2S200 | [ 114 ]                                   |
| Unha-3                           | Severna Koreja           | KCST                                                         | 200                                          | --                        | --               | --                      | 4                      | 3                      | 2                      |                        | Active | 2006       | 7308100000000000000♠ | Var.: Paektusan baziran na Taepodong-1 raketi; Unha baziran na Taepodong-2 raketi. | [ 115 ] [ 116 ]                           |
| Vega                             | Evropska Unija           | Avio                                                         | 2.300                                        | --                        | --               | 23                      | 22                     | 21                     | 19                     | 19                     | Active | 2012       | 7308100000000000000♠ | Vega, Vega-C, Vega-E u razvoju. | [ 117 ]                                   |
| Yenisei                          | Rusija                   | TsSKB-Progress RSC Energia                                   | 88.000-115000                                |                           | 20.000-27,000    |                         | 0                      |                        |                        |                        | Devel. | 2028       | 7308100000000000000♠ | | [ 118 ] [ 119 ] [ 120 ] [ 121 ]           |
| Vikram                           | Indija                   | Skyroot Aerospace                                            | {\displaystyle \leq }720                     | --                        | --               |                         | 0                      |                        |                        |                        | Devel. | NET 2023   | 7308100000000000000♠ | Var.: Vikram 1, Vikram II, Vikram III | [ 122 ]                                   |
| VLM                              | Brazil                   | CTA                                                          | 150                                          | --                        | --               | --                      | 0                      |                        |                        |                        | Devel. | NET 2023   | 7308100000000000000♠ | | [ 123 ] [ 124 ] [ 125 ]                   |
| Vulcan                           | SAD                      | ULA                                                          | 17,800–34,900                                | 7,400–16,300              | --               | 99                      | 0                      |                        |                        |                        | Devel. | NET 2023   | 7308100000000000000♠ | | [ 126 ] [ 127 ] [ 128 ] [ 129 ]           |
| Zenit                            | SSSR · Ukrajina · Rusija | Yuzhnoye                                                     | 13.740                                       | 6.160                     | 4.098            | --                      | 84                     |                        | 74                     | 72                     | Active | 1985       | 7308100000000000000♠ | Var.: 2, 2M (2SB, 2SLB), 3SL, 3SLB, 3SLBF | [ 130 ]                                   |
| Zero                             | Japan                    | Interstellar Technologies                                    | 100 (SSO)                                    | --                        | --               |                         | 0                      |                        |                        |                        | Devel. | 2023       | 7308100000000000000♠ | | [ 131 ]                                   |
| Zhuque-2                         | Kina                     | LandSpace                                                    | 4.000                                        | --                        | --               |                         | 1                      | 1                      | 0                      | 0                      | Active | 2022       | 7308100000000000000♠ | | [ 47 ]                                    |
| Zuljanah                         | Iran                     | ISA                                                          | 220                                          |                           |                  |                         | 0                      |                        |                        |                        | Devel. | NET 2023   |                      | Dva suborbitalna leta | [ 132 ]                                   |

## Spisak penzionisanih lansera raketa
| Porodica                           | Država            | Proizvođač                       | Nosivost (kg) | Nosivost (kg) | Nosivost (kg) | Cena (US$, u milionima) | Lansiranja dostižu ... | Lansiranja dostižu ... | Lansiranja dostižu ... | Lansiranja dostižu ... | Status                            | Datum leta | Datum leta | Napomene | Reference                                         |
| Porodica                           | Država            | Proizvođač                       | LEO           | GTO           | TLI           | Cena (US$, u milionima) | Ukupno                 | Svemir                 | Bilo koja orbita       | Ciljna orbita          | Status                            | Prvi       | Zadnji     | Napomene | Reference                                         |
| ---------------------------------- | ----------------- | -------------------------------- | ------------- | ------------- | ------------- | ----------------------- | ---------------------- | ---------------------- | ---------------------- | ---------------------- | --------------------------------- | ---------- | ---------- | --- | ------------------------------------------------- |
| Ariane 1-2-3                       | Evropska Unija    | Aérospatiale                     | Н/Д           | 2.650         | Н/Д           | --                      | 28                     |                        |                        |                        | Retired                           | 1979       | 1989       | | [ 133 ] [ 134 ]                                   |
| Ariane 4                           | Evropska Unija    | Aérospatiale                     | 7.000         | 4.720         | Н/Д           | --                      | 116                    |                        |                        |                        | Retired                           | 1988       | 2003       | Var.: 40, 42P, 42L, 44P, 44L, 44LP                                                                             | [ 134 ]                                           |
| ASLV                               | Indija            | ISRO                             | 150           | --            | --            | --                      | 4                      |                        |                        |                        | Retired                           | 1987       | 1994       | | [ 135 ]                                           |
| Athena I & II                      | SAD               | Lockheed ATK                     | 2.065         | --            | 295           | --                      | 7                      |                        |                        |                        | Retired                           | 1995       | 2001       | Pokrenite Lunar Prospector.                                                                                    | [ 137 ]                                           |
| Atlas I (Atlas A-B-C-D-E-F-G)      | SAD               | Lockheed                         | 5.900         | 2.340         | --            | --                      | 514                    |                        |                        |                        | Retired                           | 1957       | 1997       | Lansiranje Mercury. Atlas or Centaur gornji stepen.                                                            | [ 138 ] [ 139 ] [ 140 ] [ 141 ]                   |
| Atlas II                           | SAD               | Lockheed                         | 8.618         | 3.833         | --            | --                      | 63                     | 63                     | 63                     |                        | Retired                           | 1991       | 2004       | | [ 142 ] [ 143 ] [ 144 ]                           |
| Atlas III                          | SAD               | Lockheed                         | 10.759        | 4.609         | --            | --                      | 6                      | 6                      | 6                      |                        | Retired                           | 2003       | 2005       | Var.: IIIA, IIIB                                                                                               | [ 145 ] [ 146 ]                                   |
| Black Arrow                        | Velika Britanija  | RAE Westland                     | 132           | --            | --            | --                      | 4                      | 3                      |                        |                        | Retired                           | 1969       | 1971       | | [ 147 ]                                           |
| Delta                              | SAD               | Douglas                          | 3.848         | 1.312         | --            | --                      | 186                    |                        |                        |                        | Retired                           | 1960       | 1989       | Lansiranje Pioneer & Explorer sonde. Var. A, B, C, D, E, G, J, L, M, N, 300, 900, 1X00, 4X00, 2X00, 3X00, 5X00 | [ 148 ]                                           |
| Delta II                           | SAD               | ULA                              | 6.000         | 2.171         | 1.508         | 51                      | 153                    | 152                    | 152                    | 151                    | Retired                           | 1989       | 2018       | Lansirana Mars sonda MGS to Phoenix Var.: 6000, 7000, and Heavy.                                               | [ 148 ] [ 149 ] [ 150 ]                           |
| Delta III                          | SAD               | Boeing                           | 8.290         | 3.810         | --            | --                      | 3                      | 2                      | 2                      |                        | Retired                           | 1998       | 2000       | | [ 151 ] [ 152 ]                                   |
| Diamant                            | Francuska         | SEREB                            |               | --            | --            | --                      | 12                     |                        |                        | 9                      | Retired                           | 1965       | 1975       | | [ тражи се извор ]                                |
| Dnepr (R-36M)                      | Ukrajina · Rusija | Yuzhmash                         | 3.600         | --            | 750           | 14                      | 17                     |                        |                        |                        | Retired                           | 1999       | 2015       | | [ 153 ] [ 154 ] [ потребан је пун навод ] [ 155 ] |
| Energia                            | SSSR              | NPO Energia                      | 100.000       | 20.000        | 32.000        |                         | 2                      | 2                      | 1                      | 1                      | Retired                           | 1987       | 1988       | 1 delimičan neuspeh sa letilicom Polyus, 1 uspešan let sa šatlom Buran.                                        | [ 156 ] [ тражи се извор ]                        |
| Falcon 1                           | SAD               | SpaceX                           | 420           | --            | --            | 79                      | 5                      | 4                      | 2                      | 2                      | Retired                           | 2006       | 2009       | |                                                   |
| Feng Bao 1 (DF-5)                  | Kina              | SAST                             | 2.500         | --            | --            | --                      | 8                      |                        |                        | 4                      | Retired                           | 1972       | 1981       | 3 uspešna suborbitalna leta                                                                                    | [ 159 ]                                           |
| GSLV Mark I                        | Indija            | ISRO                             | 5.000         | 2.500         | --            | --                      | 6                      | 4                      | 2                      | 2                      | Retired                           | 2001       | 2010       | | [ 36 ] [ 37 ] [ 38 ]                              |
| H-I                                | Japan             | Mitsubishi                       | 3.200         |               | --            | --                      | 9                      | 9                      |                        |                        | Retired                           | 1986       | 1992       | Licencna verzija za Thor-ELT                                                                                   | [ 160 ]                                           |
| J-I                                | Japan             | IHI Corporation Nissan Motors    | 880           | --            | --            | --                      | 1                      |                        |                        |                        | Retired                           | 1996       | 1996       | Samo delimični demonstracioni let                                                                              | [ тражи се извор ]                                |
| Kosmos (R-12 & R-14)               | SSSR              | Yuzhnoye Polyot                  | 1.500         | --            | --            | 12                      | 610                    |                        |                        | 559                    | Retired                           | 1967       | 2010       | Var.: 1, 2, 3, 3M                                                                                              | [ 12 ] [ 161 ] [ 162 ]                            |
| Lambda 4S                          | Japan             | Nissan ISAS                      |               | --            | --            | --                      | 5                      |                        |                        | 1                      | Retired                           | 1966       | 1970       | | [ тражи се извор ]                                |
| Long March 1                       | Kina              | CALT                             | 300           | --            | --            | --                      | 2                      | 2                      | 2                      | 2                      | Retired                           | 1970       | 1971       | | [ 163 ] [ 164 ] [ 165 ]                           |
| Long March 1D                      | Kina              | CALT                             | 740           | --            | --            | --                      | 0                      |                        |                        |                        | Retired                           | 1995       | 2002       | Samo 3 suborbitalna lansiranja (od toga 2 uspešna.)                                                            | [ 163 ] [ 164 ] [ 165 ]                           |
| Mu 1-3-4                           | Japan             | Nissan Motor IHI                 | 770           | --            | --            | --                      | 27                     |                        |                        |                        | Retired                           | 1966       | 1995       | Var.: 1, 3D, 4S, 3C, 3H, 3S, 3SII                                                                              | [ 166 ]                                           |
| Mu 5                               | Japan             | Nissan Motor IHI                 | 1.800         | --            | --            | --                      | 7                      |                        |                        | 6                      | Retired                           | 1997       | 2006       | Var.: M-V, M-V KM                                                                                              | [ тражи се извор ]                                |
| N1                                 | SSSR              | NPO Energia                      | 90.000        | --            | 23.500        | --                      | 4                      | 0                      | 0                      | 0                      | Retired                           | 1969       | 1972       | Dizajniran za sovjetsku lunarnu misiju sa posadom                                                              | [ 167 ]                                           |
| N-I & II                           | Japan             | Mitsubishi                       | 2.000         | 730           | --            | --                      | 15                     | 15                     | 15                     | 14                     | Retired                           | 1975       | 1987       | Izvedeno od američke rakete Delta                                                                              | [ 168 ]                                           |
| Naro                               | Južna Koreja      | Khrunichev KARI                  | 100           | --            | --            | --                      | 3                      | 2                      | 1                      | 1                      | Retired                           | 2009       | 2013       | Prva faza koristi ruski motor RD-151                                                                           | [ 169 ]                                           |
| Safir                              | Iran              | ISA                              | 50            | --            | --            | --                      | 8                      | 5                      | 4                      | 4                      | Retired                           | 2007       | 2019       | Ovde navedeni brojevi mogu biti sporni                                                                         | [ 170 ]                                           |
| Saturn I & IB                      | SAD               | Chrysler Douglas                 | 18.600        | --            | --            | 19                      | 13                     | 13                     | 13                     | 13                     | Retired                           | 1961       | 1975       | Porodica Saturn 1 je takođe uključila 6 suborbitalnih probnih lansiranja                                       | [ 171 ] [ 172 ]                                   |
| Saturn V                           | SAD               | Boeing North American Douglas    | 118.000       | --            | 47.000        | 185                     | 13                     | 13                     | 13                     |                        | Retired                           | 1967       | 1973       | Var.: Apollo, Skylab                                                                                           | [ 171 ] [ 173 ] [ 174 ]                           |
| Scout                              | SAD               | US Air Force NASA                | 210           | --            | --            | --                      | 125                    | 104                    |                        |                        | Retired                           | 1960       | 1994       | Var.: X1, X2, A, D, G                                                                                          | [ 175 ]                                           |
| Shtil'/Volna-O (R-29)              | Rusija            | Makeyev                          | 430           | --            | --            | --                      | 8                      | 7                      | 2                      | 2                      | Retired (as commercial launchers) | 1995       | 2006       | Var.: Volna, Shtil, 2.1, 2R, 3                                                                                 | [ 176 ]                                           |
| SLV                                | Indija            | ISRO                             | 40            | --            | --            | --                      | 4                      | 3                      | 3                      | 2                      | Retired                           | 1979       | 1983       | Lansirana serija satelita Rohini                                                                               | [ 177 ]                                           |
| STS (Space Shuttle)                | SAD               | Alliant Martin Marietta Rockwell | 24.400        | 3.810         | --            | 450                     | 135                    | 134                    | 134                    | 133                    | Retired                           | 1981       | 2011       | Orbiter mass: 68585 kg.                                                                                        | [ 178 ]                                           |
| Thor                               | SAD               | Douglas                          | 1.270         | --            | 38            | --                      | 357                    |                        |                        |                        | Retired                           | 1957       | 1980       | Lansiranje Pioneer & Explorer sonde                                                                            | [ 148 ]                                           |
| Titan II-(II GLV)-III-IV (LGM-25C) | SAD               | Martin Marietta                  | 21.900        | 5.773         | 8.600         | 350                     | 369                    |                        |                        |                        | Retired                           | 1959       | 2005       | Var.: I, II, IIIA, IIIB, IIIC, IIID, IIIE, 34D, IVA, IVB Gemini launcher                                       | [ 179 ] [ 180 ]                                   |
| Tsyklon (R-36)                     | SSSR · Ukrajina   | Yuzhmash                         | 4.100         | --            | --            | --                      | 259                    |                        |                        |                        | Retired                           | 1967       | 2009       | Var.: 1, 2, 3.                                                                                                 | [ 181 ]                                           |
| Vanguard                           | SAD               | Martin                           | 23            | --            | --            | --                      | 12                     |                        | 3                      |                        | Retired                           | 1957       | 1959       | | [ 182 ]                                           |
| Zhuque-1                           | Kina              | LandSpace                        | 300           | --            | --            |                         | 1                      | 1                      | 0                      | 0                      | Retired                           | 2018       | 2018       | | [ 183 ] [ 184 ]                                   |

## Napomene
1. ↑  Broj alfa lansiranja od 1. oktobra 2022.
2. ↑  Broj lansiranja Angara 1.2 od 15. oktobra 2022.
3. ↑  Broj lansiranja Angara A5 od 27. decembra 2021.
4. ↑  Broj lansiranja Antares od 7. novembra 2022.
5. ↑  Broj lansiranja Arijana 5 od 13. decembra 2022.
6. ↑  Broj lansiranja Astre od 12. juna 2022.
7. ↑  Broj lansiranja Atlasa V od 10. novembra 2022.
8. ↑  Broj lansiranja Ceres-1 od 16. novembra 2022.
9. ↑  Broj lansiranja Delta IV od 24. septembra 2022.
10. ↑  Broj lansiranja Electrona od 4. novembra 2022.
11. ↑  Broj lansiranja Epsilona od 12. oktobra 2022.
12. ↑  Broj lansiranja Falcon 9 se ažurira ručnim unosom u „Šablon:Falcon raketna statistika“. Navedena stranica je poslednji put ažurirana 3 January 2023
13. ↑  Stranica sa šablonom za raketnu statistiku Falcon je poslednji put ažurirana 3 January 2023.
14. ↑  Broj lansiranja GSLV Mark II od 12. avgusta 2021.
15. ↑  Broj lansiranja GSLV Mark III od 22. oktobra 2022.
16. ↑  Brojevi GSLV Mark III ne uključuju ni jedan uspešan suborbitalni let.
17. ↑  Broj lansiranja H-II (sve verzije) od 22. decembra 2021.
18. ↑  Broj lansiranja Hyperbola-1 od 13. maja 2022.
19. ↑  Brojevi lansiranja Jielong 1 aktuelni od 17. avgusta 2019.
20. ↑  Brojevi lansiranja Jielong 3 aktuelni od 9. decembra 2022.
21. ↑  Brojevi lansiranja Kaituozhe aktuelni od 2. marta 2017.
22. ↑  Broj lansiranja Kuaizhoua od 7. decembra 2022.
23. ↑  Broj lansiranja Kuaizhou ne uključuje uspešno suborbitalno probno lansiranje 17. marta 2012.
24. ↑  Prema citiranoj referenci, KZ-11 3. stepen nije uspeo da se zapali tokom lansiranja 10. jula 2020.; takođe, lansiranje KZ-1A 12. septembra 2020. doživelo je neuspeh u 4. fazi. Oba lansiranja su verovatno stigla u svemir.
25. ↑  Brojevi lansiranja LauncherOne aktuelni od 1. jula 2022.
26. ↑  Brojevi lansiranja Lijian-1 aktuelni od 27. jula 2022.
27. ↑  Broj lansiranja Long March 2-3-4 na dan 29. decembra 2022.
28. ↑  Ukupan broj lansiranja u seriji CZ-2,3,4 koji je ovde naveden ne uključuje 6 mogućih lansiranja [5 mogućih uspeha i 1 mogući neuspeh] CZ-2C (3) var. navedeno u referencama.[54]
29. ↑  Izvori sa Liste dugog marša nisu jasni u vezi sa tim da li su 3 neuspela lansiranja u seriji CZ-2,3,4 stigla u svemir; stoga je broj koji je ovde naveden minimalni broj lansiranja koja su dostigla svemir, dok bi stvarni mogući broj mogao biti veći od navedenog broja do tri.
30. ↑  CZ-2F je lanser za svemirsku letelicu Šendžou.
31. ↑  Od 21. februara 2020. sledeća var. u porodici lansera Long March 2-3-4 su penzionisani: 2A, 2E, 3, 3B, i 4A.
32. ↑  Broj lansiranja Long March 5 aktuelni od 31. oktobra 2022.
33. ↑  Broj lansiranja Long March 6 aktuelni od 11. novembra 2022.
34. ↑  Broj lansiranja Long March 7 aktuelni od 12. novembra 2022.
35. ↑  Broj lansiranja Long March 8 aktuelno od 27. februara 2022.
36. ↑  Broj lansiranja Long March 11 aktuelno od 16. decembra 2022.
37. ↑  Broj lansiranja Minotaura I od 15. juna 2021.
38. ↑  Broj lansiranja Minotaura IV i V od 15. jula 2020.
39. ↑  Broj lansiranja Nuri od 21. juna 2022.
40. ↑  Broj OS-M lansiranja od 27. marta 2019.
41. ↑  Broj lansiranja Pegasus od 13. juna 2021.
42. ↑  Broj lansiranja Protona od 12. oktobra 2022.
43. ↑  Broj pokretanja PSLV-a od 26. novembra 2022.
44. ↑  Broj lansiranja Qased od 8. marta 2022.
45. ↑  Broj lansiranja Rokot+Strela od 26. decembra 2019.
46. ↑  Broj lansiranja Shavit od 6. jula 2020
47. ↑  Broj lansiranja na dan 12. juna 2021.
48. ↑  Prema ruskim izvorima, prvo lansiranje 2016. bilo je uspešan suborbitalni let. Prema izvoru iz iranske vlade, treće lansiranje (januar 2019.) nije uspelo zbog problema u trećem stepenu rakete, što implicira da je vozilo stiglo u svemir. Prema izvoru iz iranske vlade, četvrto lansiranje (februar 2020.) dostiglo je visinu od oko 355 milja, ali vozilo nije uspelo da postigne orbitalnu brzinu. Pogledajte izvore Simorgh citirane na engleskoj stranici Vikipedije.
49. ↑  Broj lansiranja SLS-a od 16. novembra 2022.
50. ↑  Broj lansiranja R-7 Semyorka/Soyuz na dan 30. novembra 2022.
51. ↑  Zbog postojanja varijanti ICBM, suborbitalnih letova i velikog ukupnog broja letova, broj lansiranja koja stižu do svemira i onih koji dostižu bilo koju orbitu ovde nisu navedeni kako bi se umanjilo širenje netačnih informacija.
52. ↑  Ukupan broj lansiranja R-7 Semyorka i uspeha u lansiranju preuzeti su sa stranice na Vikipediji.
53. ↑  Broj lansiranja SS-520 od 3. februara 2018.
54. ↑  Broj SSLV lansiranja od 7. avgusta 2022.
55. ↑  Sa dopunom goriva u orbiti
56. ↑  Broj pokretanja Start-1/Start od 25. aprila 2006.
57. ↑  Broj lansiranja Taurus/Minotaur-C od 31. oktobra 2017.
58. ↑  Broj lansiranja Unha-2/Unha-3 od 7. februara 2016.
59. ↑  Broj pokretanja Vega (sve verzije) od 21. decembra 2022.
60. ↑  Broj lansiranja Zenita na dan 26. decembra 2017.
61. ↑  Broj lansiranja Zhuque-2 na dan 14. decembra 2022.
62. ↑  Jedno lansiranje NI delimično nije uspelo zbog ponovnog kontakta između satelita i gornjeg stepena.
63. ↑  Broj lansiranja Safira na dan 29. avgusta 2019. Broj lansiranja i mogući ishodi su sporni. Pogledajte na enleskoj stranici Vikipedije glavnu stranicu Safir.
64. ↑  5 od 8 lansiranja su bila suborbitalna (od kojih 2 nisu uspela); 3 od 8 lansiranja bila su namenjena za LEO (2 uspeha).[176]